# Jiquilpan
Jiquilpan de Juárez is een stad in de Mexicaanse staat Michoacán. Jiquilpan heeft 23.132 inwoners (census 2005) en is de hoofdplaats van de gemeente Jiquilpan.
Jiquilpan is de geboorteplaats van de presidenten Anastasio Bustamante (1830-1832, 1837-1841) en Lázaro Cárdenas (1934-1940).

## Geboren
- Anastasio Bustamante (1780-1853), president van Mexico
- Lázaro Cárdenas del Río (1895-1970), president van Mexico